# B. J. 휫머

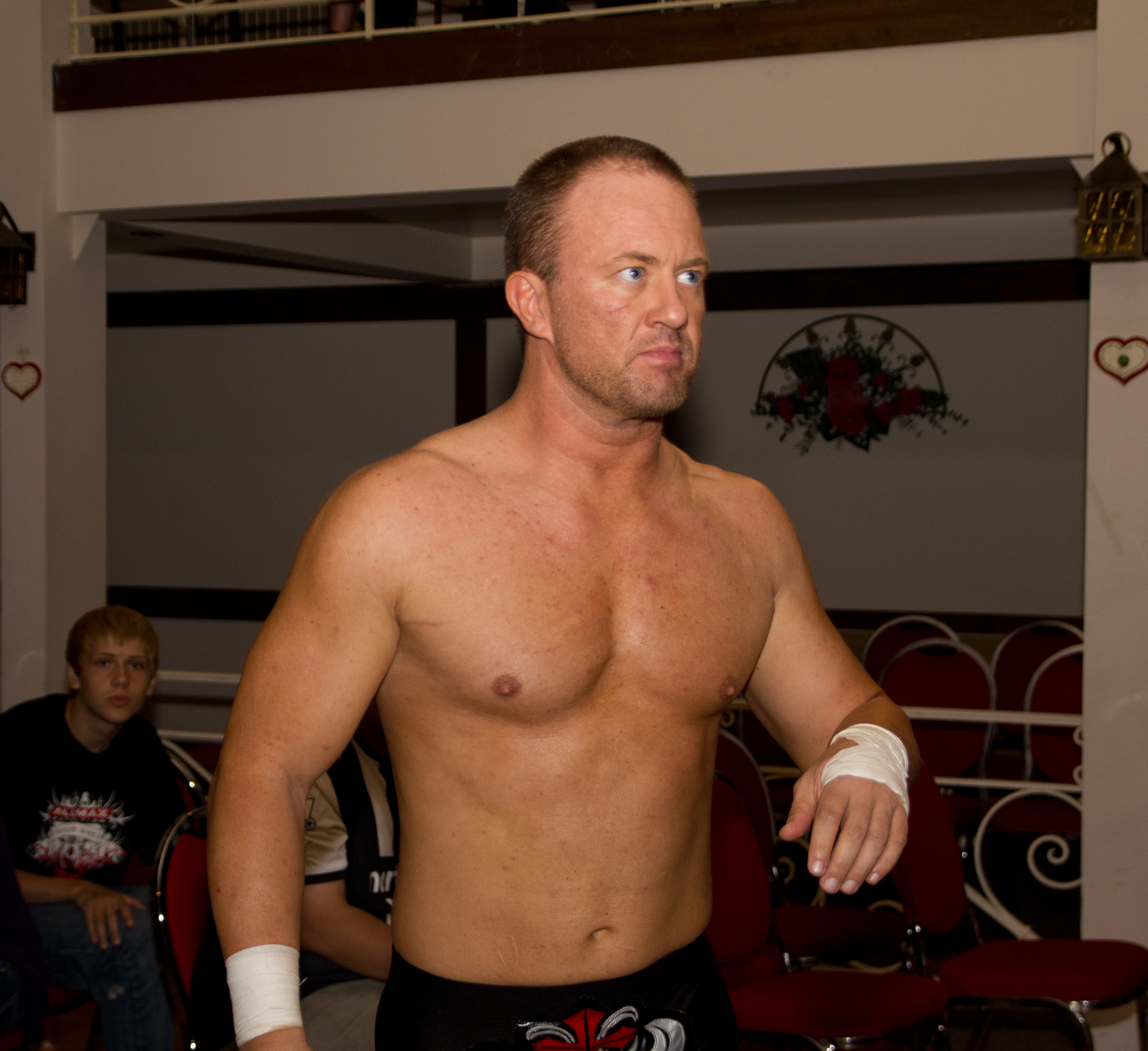
B.J. 휫머

BJ 휫머(BJ Whitmer)는 본명은 벤저민 휫머(영어: Benjamin Whitmer, 1978년 1월 25일 ~ )는 미국의 프로레슬링선수로, 미국에서는 링 오브 오너 등에서 활동하고 일본에서는 프로레슬링 노아에서 활동하였다. 키는 186cm 몸무게는 101kg이다. 피니쉬는 라스트 클러치 익스플로이더 수플렉스, 래리어트, 아들레날린 스파이크(리버스 드라이버)로 사용을 한다.